# 志道就良
志道 就良（しじ なりよし）は、戦国時代の武将。毛利氏の家臣。毛利元就・隆元父子を支えた重臣である志道広良の四男。兄に志道大蔵少輔、守熊（実相寺の住職）、口羽通良がおり、弟に坂元貞、志道元信、志道元親がいる。

## 生涯
毛利氏の執政を務めて毛利元就・隆元父子を支えた重臣である志道広良の四男として生まれる。
甥で志道氏当主の志道元保や弟の志道元親と共に近習衆として仕え、毛利元就に従って各地で武功を立てたとされ、諱の「就」の字は元就から偏諱を与えられたものとされる。
弘治3年（1557年）4月に防長経略が終了してすぐの7月1日に父・広良が91歳で死去。
同年9月18日、毛利隆元から弘中隆兼の旧領であった周防国玖珂郡の河内郷において分銭8貫目の地を給地として与えられる。
同年12月2日に毛利氏家臣239名が名を連ねて軍勢狼藉や陣払の禁止を誓約した連署起請文において、157番目に「志道源三」と署名している。
永禄4年（1561年）に大友氏と戦った門司城攻防戦では福原貞俊の軍に参加し、敵を討ち取る武功を挙げた。
年不詳8月14日付けで元就が財満就久を使者として佐藤元実と羽仁就智に宛てた書状によると、元就が就良に15荷の合力米の調達を命じた旨が記されている。
没年は不明。志道元辰が後を継ぎ、子孫は長州藩士として続いた。